# Heinrich Kiepert
Pour les articles homonymes, voir Kiepert.
Heinrich Kiepert, né à Berlin le 31 juillet 1818 et mort le 21 avril 1899 dans la même ville, est un géographe et cartographe prussien.

## Biographie
Il est le père de Richard Kiepert.
Il travaille de 1841 à sa mort à l'établissement d'une cartographie complète de l'Asie Mineure.
Une île du Svalbard a été nommée d'après lui.